# Rio Alămor
O Rio Alămor é um rio da Romênia afluente do rio Vişa, localizado no distrito de Sibiu.